# Llista d'alcaldes de Pamplona
Aquesta és la Llista dels alcaldes de l'Ajuntament de Pamplona des de 1844 fins a l'actualitat:

## Regnat d'Isabel II

### Dècada Moderada
- Abril de 1844 - Setembre de 1844: Joaquín J. Mencos y Manso de Zúñiga
- Setembre de 1844 - gener de 1848: José María Vidarte
- Gener de 1846 - Gener de 1854: Policarpo Daoiz
- Gener de 1854 - Octubre de 1854: Luis Iñarra Reta

### Bienni Progressista
- Octubre de 1854 - Agost de 1856: Ramón Barásoain

### Període de Governs de laUnió Liberal
- Agost de 1856 - Març de 1857: Comte d'Ezpeleta
- Març de 1857 - gener de 1859: Juan Pablo Ribed y Piedramillera
- Gener de 1859 - gener de 1863: Luis Iñarra Reta

### Decadència i fi del regnat d'Isabel II
- Gener de 1863 - Gener de 1867: Valentín María de Jáuregui y Oliveti
- Gener de 1867 - Setembre de 1868: Gerónimo Subiza

## Sexenni Democràtic
- Setembre de 1868 - Octubre de 1868: José Javier de Colmenarea y Vidarte
- Octubre de 1868 - Març de 1871: Luis Iñarra Reta

## Regnat d'Amadeu I de Savoia
- Març de 1871 - Febrer de 1872: Javier Escartín
- Febrer de 1872 - Abril de 1872: Rafael Gaztelu y Murga, marquès d'Echandía
- Abril de 1872 - Febrer de 1873: José Javier de Colmenares y Vidarte

## Primera República Espanyola
- Febrer de 1873 - Agost de 1873: Francisco Húder San Roman
- Agost de 1873 - Setembre de 1873: Luís Martínez de Ubago y Michelena
- Setembre de 1873 - Octubre de 1873: Miguel Iráizoz y Barbería
- Octubre de 1873 - Gener de 1874: Victor Bengoechea y Osácar

## Regnat d'Alfons XII
- Gener de 1874 - Març de 1877: José Javier de Colmenares y Vidarte
- Març de 1877 - Abril de 1881: Esteban Galdiano y Garcés de los Fayos
- Abril de 1881 - Juliol de 1881: Joaquín Jarauta y Arizaleta
- Juliol de 1881 - Març de 1883: José Javier de Colmenares y Vidarte
- Juliol de 1883 - Juliol de 1885: Joaquín García y Echarri

## Regència de Maria Cristina
- Juliol de 1885 - Gener de 1886: Miguel García Tuñón
- Gener de 1886 - Juliol de 1887: Joaquín García y Echarri
- Juliol de 1887 - Gener de 1890: José Obanos Isturiz
- Gener de 1890 - Juliol de 1891: Fausto Elío y Mencos
- Juliol de 1891 - Desembre de 1892: Teófano Cortés y Marichalar
- Desembre de 1892 - Gener de 1894: Alberto Larrondo y Oquendo
- Nomenat per R.O. de 23/12/1883, renuncià sense prendre possessió: Santiago Iraizoz y Mina
- Març de 1894 - Juliol de 1895: Agustín Blasco y Michelena
- Juliol de 1895 - Juliol de 1897: Fernando Gorosábel y Sagasti
- Juliol de 1897 - Abril de 1901: Miguel García Tuñón
- Abril de 1901 - Maig de 1902: Javier Arvizu y Górriz

## Alfons XIII
- Maig de 1902 - Gener de 1904: Joaquín Viñas y Larrondo
- Gener de 1904 - Juniol de 1904: Joaquín García y Echarri
- Juny de 1904 - Novembre de 1904: Salvador Ferrer y Galbete
- Novembre de 1904 - Juliol de 1905: Daniel Irujo Armendáriz
- Juliol de 1905 - Febrer de 1907: Joaquín Viñas y Larrondo
- Febrer de 1907 - Juliol de 1909: Daniel Irujo Armendáriz
- Juliol de 1909 - Novembre de 1909: Juan Pablo Arraiza Baleztena
- Novembre de 1909 - Desembre de 1913: Joaquín Viñas y Larrondo
- Desembre de 1913 - Gener de 1916: Alfonso Gaztelu Maritorena
- Gener de 1916 - Juny de 1917: Manuel Negrillos Goicoechea
- Juny de 1917 - Desembre de 1917: Demetrio Martínez de Azagra Esparza
- Desembre de 1917 - Gener de 1918: Julio Pascual Subirán
- Gener de 1918 - Abril de 1920: Francisco Javier Arraiza Baleztena
- Abril de 1920 - Abril de 1922: José María Landa Bidegáin
- Abril de 1922 - Gener de 1923: Tomás Mata Lizaso
- Gener de 1923 - Octubre de 1923: Joaquín Iñarra Ruiz

### Dictadura de Primo de Rivera
- Octubre de 1923: Javier Sagaseta de Ilúrdoz Santos
- Octubre de 1923 - Octubre de 1926: Leandro Nagore y Nagore
- Novembre de 1926 - Maig de 1927: Alejandro Ciganda Ferrer
- Juny de 1927 - Desembre de 1927: Joaquín Canalejo e Iriarte
- Desembre de 1927 - Setembre de 1928: Jenaro Larrache Aguirre
- Setembre de 1928 - Febrer de 1930: José Sagardía y Luis de Redín

### Dictablanda
- Febrer de 1930 - Abril de 1931: Francisco Javier Arvizu y Aguado

## II RepúblicaiGuerra Civil
- Abril de 1931 - Juny de 1931: Modesto Velasco Segredo
- Juny de 1931 - Novembre de 1931: Mariano Ansó Zunzarren
- Novembre de 1931 - Agost de 1934: Nicasio Garbayo Ayala
- Agost de 1934 - Abril de 1940: Tomás Mata Lizaso

## Franquisme
- Abril de 1940 - Agost de 1941: José Garrán Moso
- Agost de 1941 - Octubre de 1942: Juan Echandi Indart
- Octubre de 1942 - Desembre de 1944: Antonio Archanco Zubiri
- Desembre de 1944 - Novembre de 1946: Daniel Nagore Nagore
- Novembre de 1946 - Octubre de 1947:  José Iruretagoyena Solchaga
- Maig de 1949 - Abril de 1952: Miguel Gortari Errea
- Abril de 1952 - Gener de 1958: Javier Pueyo Bonet
- Febrer de 1958 - Febrer de 1964: Miguel Javier Urmeneta Ajarnaute
- Febrer de 1964 - Gener de 1967: Juan Miguel Arrieta Valentín
- Gener de 1967 - Maig de 1969: Ángel Goicoechea Reclusa
- Juny de 1969 - Desembre de 1969: Manuel Agreda Aguinaga
- Desembre de 1969 - Setembre de 1972: Joaquín Sagües Amorena
- Setembre de 1972 - Juny de 1974: José Javier Viñes Rueda
- Juny de 1974 - Febrer de 1976: José Arregui Gil

## Democràcia
- Febrer de 1976 - Octubre de 1976: Francisco Javier Erice Cano
- Octubre de 1976 - Abril de 1979: Velasco, Tomás Caballero Pastor, Frommknecht y Echániz
- Abril de 1979 - Juny de 1987: Julián Balduz Calvo
- Juny de 1987 - Maig de 1991: José Javier Chourraut Burguete
- Maig de 1991 - Juliol de 1995: Alfredo Jaime Irujo
- Juliol de 1995 - Juliol de 1999: José Javier Chourraut Burguete
- Juliol de 1999 - Juny de 2011: Yolanda Barcina Angulo
- Juny de 2011 - 13 juny 2015: Enrique Maya Miranda
- 13 juny 2015 – 15 juny 2019 Joseba Asirón Sáez
- 15 juny 2019 - Actualitat: Enrique Maya Miranda